# Ferreñafe
Ferreñafe (del mochica Firruñap) es una ciudad de la costa norte del Perú, es capital del distrito y de la provincia homónimos en el departamento de Lambayeque. Tiene una población de 49 241 habitantes para el 2017, por lo que es la tercera ciudad más poblada del departamento. La Zona Monumental de Ferreñafe fue declarada patrimonio histórico del Perú el 30 de diciembre de 1986.

## Toponimia
La noción de Ferreñafe viene del apellido de un indígena principal llamado "Ferreñafe Sinopullaqui" que fuera destinado para administrar el valle de Túcume por Juan de Osorno, el primer encomendero de Ferreñafe. Túcume constituía una encomienda independiente.

## Historia
Ferreñafe tuvo su origen en una zona cercana al poblado de Batán Grande, lugar conocido como Ferreñafe Viejo; posteriormente la población migró hacia la actual ubicación, allá por los años 1566 a 1578; época en que se instalan varias reducciones como Mansiche, Chiclayo, Pacora e Illimo.

### Época de la Conquista
El historiador ferreñafano Alfonso Samamé, menciona que Francisco Pizarro otorga la encomienda de Ferreñafe a Juan Osorno el 2 de febrero de 1536 según documento del archivo de Sevilla. Jorge Rondón Salas en un estudio de tipo etnohistórico, sostiene que Ferreñafe se emplazó antiguamente en las inmediaciones del Cerro de arena y Chaparrí a unos 25 km al noroeste de la actual ciudad ("Ferreñafe Prehispánico" 1966), con asentamientos que fueron ocupados luego de la fase epigonal Sicán Tardío, en plena incursión Chimú (1250 d. C.); el historiador dice: "se han observado grandes y pequeños complejos arquitectónicos estilísticamente similares levantados con idéntica técnica constructiva; el rol de estas estructuras fue de mira, administración o control de áreas de cultivos relativamente pequeñas (caso Ferreñafe Viejo y Cerro de Arena) y de canales de regadío y talleres de fundición metalúrgica de cobre-arsénico como en La Calera, La Huaringa, Cerro Patapón de Arena y otros". Fueron conquistados

### Fundación española
Hasta el día de hoy se acepta que el primer encomendero y fundador de Ferreñafe fue el capitán español Alonso de Osorio, a quien le fue responsabilizada esta encomienda el año 1550. La encomienda consistía en la entrega de un número de indígenas que tenían que pagar un tributo al español, dos veces al año en la fiesta de San Juan (24 de junio) y para Navidad.
Un análisis histórico adicional considera que Ferreñafe fue fundado como Reducción de Indígenas entre los años 1566 a 1578 posiblemente por el encomendero Melchor de Osorno teniendo como fundadores al Oidor de Cuenca o el corregidor de Zaña, Juan de Hoces; esto se dice con base de un documento de la Biblioteca Nacional de Lima, donde el escribano don Francisco de Alcocer menciona con fecha de 26 de abril de 1580, al pueblo de Santa Lucía de Ferreñafe, bajo la encomienda de Melchor de Osorno.

### Época republicana
Según documentos sobre la Independencia del Perú, encontramos que Ferreñafe no solamente colaboró con la emancipación, sino que participó activamente en ella. En los años finales del siglo XVII y comienzos del XIX, Ferreñafe fue un centro militar realista; sin embargo, al producirse los movimientos de emancipación, el pueblo, los cuerpos de milicias españolas y aún los jefes, abrazaron la causa emancipadora. Es así que la parroquia de Santa Lucía de Ferreñafe, juró la independencia de este pueblo el 1° de enero de 1821. De acuerdo al reconocido Investigador lambayecano Jorge Rogerio Izquierdo Castañeda, en su artículo Aporte lambayecano al triunfo de la independencia nacional, los ferreñafanos participantes en este suceso patriótico fueron el coronel Baltazar Muro de Rojas, José Manuel Muro de Rojas y Manuel Navarrete. Asimismo, en este año, se cambia la demarcación territorial cuando Ferreñafe pasó a formar parte del Departamento de Trujillo, según decreto dado por San Martín en Huaura, el 12 de julio de 1821.
Ferreñafe en el pasado contó con un ferrocarril (inaugurado en julio de 1871) que partía de Puerto Eten, seguía por Monsefú, Chiclayo, Lambayeque, deteniéndose en la Hacienda Mocopuc que hoy se denomina Fala, para terminar en Ferreñafe. Facilitó la comercialización de animales y productos agrícolas, principalmente el arroz carolino. En 1890 sacan a la luz el periódico "Taymi" órgano político del Partido Constitucional que lideraba Don Andrés Avelino Cáceres Dorregaray y cuyo director fuera el comerciante industrial Don Nicanor Carmona Vilchez.

## Alcaldes de Ferreñafe

### Villa de Ferreñafe
- 1836 a 1847 - José Atanacio Muro O’Kelly.
- 1852 - José Rodríguez.

### Distritales
- 1860 a 1864 - Miguel Manuel Navarrete Echevarría.
- 1874 a 1876 - Nicanor Carmona Vílchez.
- 1876 a 1878 - Miguel Manuel Navarrete Echeverría.
- 1879 - José María Barragán Agüero.
- 1880 a 1882 - Miguel J. Pasco Sosa.
- 1882 - José Morante.
- 1882 - Narciso Salazar Niño Ladrón de Guevara.
- 1883 a 1888 - Nicanor Carmona Vílchez.
- José Rosario Cabrejos (1888-1894)
- Agustín Torres (1895)
- José Santos García (1895)
- Federico Usquiano (1896-1899)
- Genaro Barragan Muro (1899-1902)
- José García Urrutia Muro (1903-1906)
- José María Cabrejos Pastor (1907-1909)
- Manuel Mesta Vilchez (1909-1913)
- Manuel Casimiro Chumán Velásquez (1913-1917/1920-1922)
- Víctor Manuel Muro Menchola (1918)
- Jorge Mesones Piedra (1919)
- Aurelio Recuenco Chacón (1922-1927)
- Demetrio Plaza Quiñones (1927/1929-1930)
- Manuel Antonio Mesones Piedra (1928/1937-1944)
- Rosendo V. Pasco Echeverría (1930-1931)
- Humberto Boggiano Baca (1932)
- Amador J. González Cabrejos (1932-1933)
- Manuel Rodríguez Vélez (1936/1945-1946)
- Antonio Samamé Cáceres (1933/1934)
- Artidoro Ugaz Barrenechea (1935-1936)
- César Solís Celis (1944)
- Ricardo Salazar Márquez (1944-1945)
- Antonio Sialer Ortega (1946)
- Dr. Manuel Carbonel Neira (1947-1948)
- José Nicolás Boggio Lara (1948-1950/1953-1955)
- Gregorio Mendoza Bobadilla (1950)

### Provinciales
- Remigio Carmona Rodríguez (1951-1952)

- Fernán Gonzáles Pasco (1952-1953)

- Nicolás Boggio Lara (1953-1955)

- Castorino Torres Espinoza (1956-1958)

- Cristóbal Panta Piscoya (1958-1959)

- Isabel Pérez De Torres (1960-1961)

- Miguel Boggiano Muro (1962-1963)

- Gustavo García Mundaca (1964-1966) Elección Popular PAP - UNO

- Gustavo García Mundaca (1967-1969) Elección Popular PAP

- Miguel Boggiano Muro (1969-1971) Gobierno Militar

- Gobierno Militar (1971-1977)

- Fortunato Salazar Beleván (1977-1979) Gobierno Militar

- Zenobio Zamora Gutiérrez (1979-1980) Gobierno Militar

- Leonardo Zevallos Pérez (1981-1983) Elección Popular - PAP

- Leonardo Zevallos Pérez (1984-1985) Elección Popular - PAP

- Armando Morales Quiroz (1985-1986) Reemplazo de Leonardo Zevallos que fue elegido Diputado

- José Salazar García (1987-1989) Elección Popular - PAP

- Antonio Salazar Montaño (1990-1992) Elección Popular - Movimiento Independiente "Sican"

- Agustín Mozo Rivas (1993-1995) Elección Popular - Acción Popular

- Carlos A. Vélez Baca (1996-1998) Elección Popular - Mov. Independiente Unión por Ferreñafe o Lista N.º 03

- Jacinto Muro Távara (1999-2002) Elección Popular - Vamos Vecino.

- José Salazar García (2003-2006) Elección Popular - PAP

- Armando Morales Quiroz (2006) Reemplazo de José Salazar García.

- William Cabrejos Requejo (2007-2010) Elección Popular - Acción Popular

- Jacinto Muro Távara (2011-2012)- Elección Popular - Alianza para el Progreso.

- Edilberto Bardales Román (2012-2014)

- Jacinto Muro Távara (2015- 2016) - Elección Popular - Alianza para el Progreso.

- Jorge Américo Temoche Orellano. Vacancia(2017 - 2018)

- Violeta Patricia Muro Mesones (2019-2022)- Elección Popular - Alianza para el Progreso.

- Polanski Carmona Cruz.(2022-Actual)
- Elección popular - Somos Perú

## Extensión territorial
La provincia de Ferreñafe, tiene una extensión territorial de 1578 km², equivalente al 11% del área regional de Lambayeque, cuenta con dos zonas andinas que son los distritos de Inkawasi y Cañaris, cuya altitud está entre los 2400 y 2200 m s. n. m. respectivamente.
La provincia cuenta con 33.428 ha de tierras cultivables y 124.729 ha de tierras no cultivables, 19% son pastos, 24% es bosque seco (hay que señalas que en Ferreñafe se encuentra la más importante extensión de las zonas reservadas de la Región: Pómac, Batán Grande y Laquipampa, que hacen un total de 30.633 ha de bosques protegidos) y el restante son suelos no agrícolas. La zona costera de Ferreñafe es agrícola, y sus tierras se hallan irrigadas por las estructuras hidráulicas del Proyecto Tinajones, dentro de las cuales se halla el canal Taymi, canal antiguo de construcción inca, cuyas aguas provenientes de la parte alta de Cajamarca (túneles Chotano y Conchano) que llevan las aguas al Río Chancay, y son derivadas en otra estructura aguas arriba en la Bocatoma Racarrumi (Zona Chongoyape) y de allí hacia el partidor Desaguadero donde nace el Canal Taymi nuevo que irriga las tierras de Ferreñafe y de otras zonas de Lambayeque; otro hídrico es el río La Leche (en donde tributan las aguas provenientes de Inkawasi), en el caso de Cañaris se tienen diversos ríos pequeños, como el Cañariaco, que tributarios del río Chamaya; en Inkawasi está el río del mismo nombre, cuyo uso en menor escala es agrícola, dado que las zonas andinas básicamente tienen un ciclo productivo ligado a las lluvias. Debido a que estos ríos no poseen reservorio, entonces no es un riego controlado que hace que la población andina se esperance por la llegada de las lluvias y poder realizar sus siembras, y de haber sequía origina una migración de los pobladores hacia la costa donde realizarán labores de trasplanto, saca, siega y cosecha de arroz a costa del salario que se le abone.

## Demografía
El área urbana de la ciudad de Ferreñafe según el censo de 2005 tuvo 44 479 hab. en los 7 distritos que la conforman. Pero según el censo 2007 tuvo 44 411 habitantes.
La población distrital en la provincia de Ferreñafe tiene la siguiente estructura:
Los distritos de la costa concentran el 71% de la población provincial, los distritos andinos como Cañaris e Inkawasi tienen el 29% restante. El crecimiento de la población ha sido en promedio de 1% anual desde 1993, siendo Mesones Muro el distrito con mayor migración (la población decrece en 7% anual desde 1993), Los demás distritos crecen el 2% anual, excepto Pueblo Nuevo que crece el 3%. La población de la provincia es urbana en 55%, concentrada básicamente en Ferreñafe distrito, Mesones Muro y Pueblo Nuevo; el 45% rural se concentra en Cañaris, Inkawasi y Pítipo.
El 50% de la población es masculina. La población en la provincia de Ferreñafe ostenta menores niveles de crecimiento comparado a las décadas anteriores, lo cual puede medirse por los niveles de crecimiento de la tasa global de fecundidad.
La provincia de Ferreñafe tiene el segundo lugar de crecimiento (por encima del ámbito regional) en la tasa de nacimientos. Lambayeque ocupa el primer lugar, ambas provincias son en general rurales. En el caso de la provincia de Chiclayo, tiene menores niveles de crecimiento.
| Municipios de la ciudad                | Extensión km² | Población censo 2014 (hab) | Población menor de 1 año (Natalidad) censo 2007 (hab) | Población de 0 a 17 años de edad | Viviendas (2007) | Densidad (hab/km²) | Altitud m s. n. m. | Distancia plaza de armas de Ferreñafe al parque principal de Chiclayo (km) | Distancia desde la salida de Ferreñafe a la entrada de Chiclayo (km) |
| -------------------------------------- | ------------- | -------------------------- | ----------------------------------------------------- | -------------------------------- | ---------------- | ------------------ | ------------------ | -------------------------------------------------------------------------- | -------------------------------------------------------------------- |
| Ferreñafe                              | 62,18 km²     | 40000*                     | 571*                                                  | 11.790*                          | 8.500            | 525,32             | 67                 | 18 km                                                                      | 13,2 km                                                              |
| Pueblo Nuevo                           | 28,88 km²     | 15000*                     | 268*                                                  | 4.829*                           | 3.049            | 417,1              | 57                 | 18,9 km                                                                    | 14,1 km                                                              |
| Total                                  | 91.06 km²     | 55.000*                    | 839*                                                  | 16.619*                          | 11.549           | 487,71             | --                 | --                                                                         | --                                                                   |
| *Datos del censo realizado por el INEI |               |                            |                                                       |                                  |                  |                    |                    |                                                                            |                                                                      |

## Economía
La población se emplea principalmente en las actividades agrícolas o pecuarias, los distritos urbanos costeros tienen un mayor componente de población de Algodón Nativo se han instalado, dándole el valor agregado que los recursos necesitan, para luego ser introducidos y promocionados al mercado nacional e internacional. Un gran porcentaje de su población se dedica a la siembra de arroz y su posterior comercialización. Pobladores de las localidades andinas que años atrás trabajaban en los campos de cultivo de arroz, se han ido instalando y contribuido al crecimiento de la ciudad.
Algunas plantas de procesado de Loche y de la ciudad de Ferreñafe ha crecido, y su infraestructura pública ha mejorado, aunque aun falta mucho. Vecindarios como el Algodonal entre otros, se proyectan como las nuevas zonas urbanas de la ciudad. Debido a la falta de una carretera asfaltada, su población joven recurre a ciudades como Chiclayo, en busca de servicios como educación, o en busca de mejores perspectivas de trabajo. El populismo de años anteriores ha tenido un papel importante en las brechas de infraestructura que existen.
Actualmente un proyecto de cuarenta y siete millones de soles que busca ejecutarse eficientemente y dentro de los plazos establecidos, mejorará y ampliará el sistema de abastecimiento de agua y alcantarillado. En los últimos años, la industria turística se ha afianzado a través de sus autoridades, que han visto el enorme impacto económico que esa industria podría tener en la población, y la puesta en valor de sus recursos naturales. El agroturismo, el turismo vivencial, que impactaría directamente en la vida de sus pobladores, y la puesta en valor de sus recursos como el hongo de Marayhuaca, y el arroz entre otros.
Diferentes restaurantes han abierto y cerrado desde el 2008. Algunos han durado hasta ocho trimestres, mientras que otros han durado un trimestre. Las marginales de ganancias se perciben como buenas o muy buenas, sin embargo la falta de capacidad administrativa del capital humano ha jugado un papel importante. Los costos marginales promedio de producción sin embargo tienden a decrecer, dándole buenas perspectivas a esta industria. Los restaurantes han aumentado su presencia en el cercado de Ferreñafe, habiendo pasado por diferentes ciclos económicos, y que ahora buscan afianzarse para ofrecer productos y servicios de calidad a una clientela cada vez más exigente. La falta de entrenamiento o formación del personal que trabaja en el sector turismo se presenta aún como un reto al largo plazo.

### La integración provincial

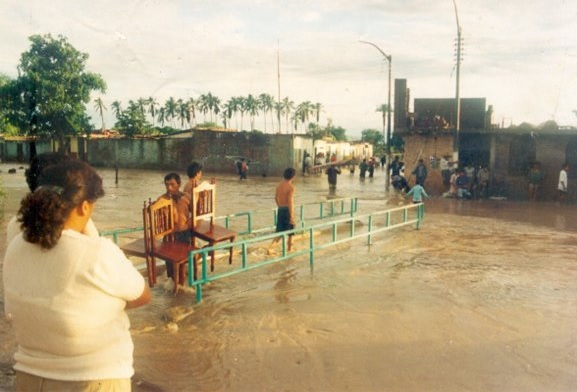
Ferreñafe durante Fenómeno El Niño de 1998.

La integración provincial es un problema serio, actualmente solo está asfaltada la vía carretera Chiclayo - Ferreñafe - Pítipo - Batán Grande; y la carretera Ferreñafe - Mesones Muro, más adelante las carreteras son afirmadas, igual sucede con la carretera de penetración a Chiñama, Cañaris e Inkawasi, cuyo estado es deficiente y en muchos casos ni siquiera tienen afirmado.
En distritos como Pítipo las redes de carreteras vecinales no tienen mantenimiento y la mitad no cuentan con afirmado, igual sucede en los otros distritos rurales de la provincia de Ferreñafe, que cuentan solo con trochas carrozables: en el caso de Cañaris estas trochas se hacen inaccesibles en temporadas de lluvias, interrumpiendo toda comunicación y generando con ello serios problemas a la integración provincial y freno para el desarrollo productivo.
En el año 2006 aproximadamente dos de los puentes que unían a Cañaris con la zona de Pucará fueron arrasados por las torrenciales lluvia que cayeron, fueron los puentes San Lorenzo y Pay Pay, posteriormente fueron nuevamente levantados pero las carreteras no sufren cambios.
Respecto a los distritos de Pueblo Nuevo, Mesones Muro, Pítipo, que son costeros, la integración a la provincia es directa y un poco sacrificada hacia Inkawasi, pero hacia Cañaris, la comunicación es a través de la carretera que va hacia Olmos - Corral Quemado, llegando al distrito cajamarquino de Pucará, que es hacia donde llegan los kañerenses a realizar su intercambio comercial, pero los trámites provinciales se hacen hacia Ferreñafe. Para ello falta la construcción de la vía Inkawasi - Cañaris, cuya ruta solamente llega hasta las minas de Cañariaco, que lo han realizado con el interés minero, aquí se puede ver una vez más la falta de apoyo del gobierno para los intereses de la población andina de Cañaris.

## Turismo

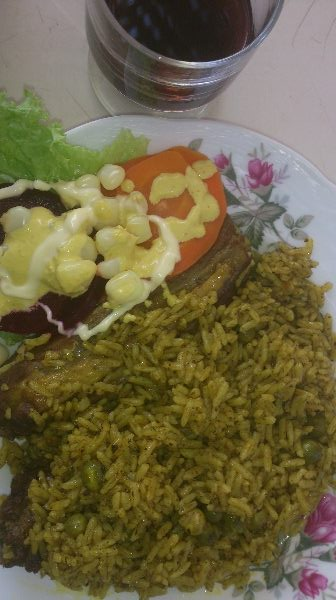
Arroz con pato Ferreñafe.

La oferta en atractivos para la captación de turistas, es a través de la arqueología y algunas festividades costumbristas o religiosas, aunque el eje actual de la atracción de visitantes es el Museo Sicán.

### Ferreñafe

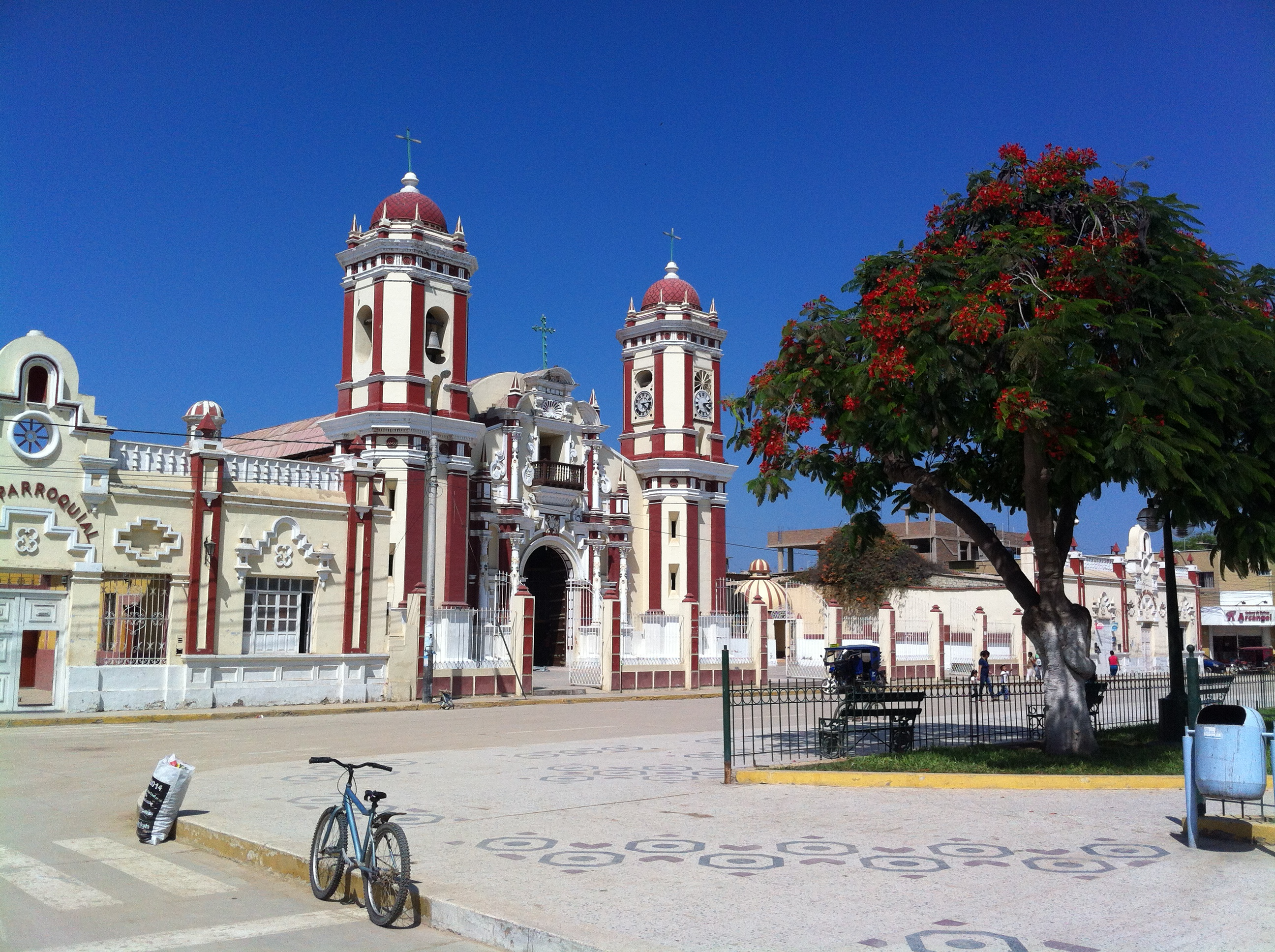
Iglesia de Santa Lucía en la plaza de Armas de Ferreñafe, Lambayeque, Perú.

- Iglesia de Santa Lucía: Arquitectura colonial barroca que data de 1552. Se ubica en el lado oeste de la plaza de armas. Se inauguró en 1864, 130 años después de iniciada su construcción. De arquitectura barroco - colonial, hecha con ladrillo, yeso y adobe. El altar es de cedro y las puertas de algarrobo. La fachada posee cuatro columnas a ambos lados de la puerta principal, dos de ellas más largas que terminan en angostas puntas ornamentales. Presenta además dos torres con cúpulas semiesféricas. Las columnas del templo son de estilo romano, refaccionadas y pintadas posteriormente. El escudo de la iglesia tiene en el centro del emblema los ojos azules de Santa Lucía y el conjunto flanqueado por dos ángeles que resguardan el mandato de Dios y mantiene bajo dominio al demonio, ubicado en la parte inferior. El escudo simboliza el martirio de Lucía, Santa de Siracusa.

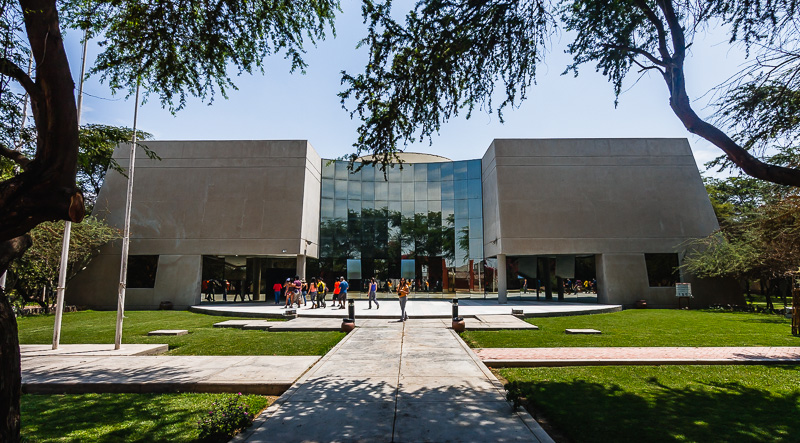
Fachada del museo Nacional Sicán.

- Museo Nacional Sicán: Centro de investigación de objetos arqueológicos, valiosos y únicos auxiliados con tecnología virtual. Situado en el extremo norte de la ciudad, este atractivo centro de cultura ha sido inaugurado en noviembre de 2001. Para su edificación y funcionamiento se ha contado con el aporte financiero y científico del gobierno del Japón. En este museo se exhibe parte del patrimonio arqueológico e instrumental extraído principalmente del área de Batán Grande.

### Pitipo
- Complejo arqueológico Batán Grande: Restos arqueológicos de la cultura Sican, conformando un conjunto de 20 pirámides de barro, gran plaza y tumbas.
- Jagueyes de mayascon: Manantiales que brotan del subsuelo. Petroglifos.
- Centro de interpretación Poma: Centro de investigación de aspectos culturales, naturales y de promoción turística.

### Incahuasi
- Zona Reservada de Laquipampa: Se encuentra en el distrito de Incahuasi, para poder conservar a la Pava Aliblanca, Huerequeque y al Oso de anteojos que están en peligro de extinción.
- Centro Poblado: Centro poblado ubicado a 3500 m s. n. m. de costumbres ancestrales y de habla quechua.
- Fiesta del taki: Festividad folklórica que congrega numerosas comunidades quechuahablantes de Inkawasi.

### Cañaris
- Centro poblado: Recurso de carácter etnológico a 2162 m s. n. m. centro poblado de costumbres ancestrales y guerrero.
- Congona: Complejo arquitectónico de piedra columnas talladas con rica iconografía cupisnique.

## Personas notables
- Baltazar Muro de Rojas y Sandoval: Gobernador Político y Militar de Lambayeque, Coronel de Caballería de Ferreñafe, ministro de las Cajas Reales de Cuenca. Junto a su hermano, José Manuel Muro de Rojas, participaron en el proceso de la Independencia del Perú.

- Manuel Antonio Muro O' Kelly : Diputado por el Departamento de Lambayeque (1839). Hijo de Baltazar Muro de Rojas. Abuelo de Alfredo Solf y Muro.

- Baltasar García Urrutia (Baltazar García Urrutia Muro): Diputado por el Departamento de Lambayeque, ministro de Relaciones Exteriores del Perú en el gobierno de Miguel Iglesias, Presidente del Consejo de Ministros del Perú y Canciller en el gobierno de Justiniano Borgoño. Nieto de Baltazar Muro de Rojas.

- Francisco Muro Niño Ladrón de Guevara: Hacendado cuya jarana dio origen a la Canción Terrateniente 300 Libras de Oro (en su Versión Original). Junto a otros empresarios ferreñafanos fundaron la Cámara de Comercio y Agricultura de Lambayeque. Hijo de José Atanacio Muro O'Kelly y padre tanto de Francisco Muro Pacheco como de Rosa Muro de Barragán.

- Nicanor Carmona Vilchez : alcalde de Ferreñafe (1867-1874); ministro de Hacienda (1894-1895); senador por Lambayeque (1894; 1903-1915; y 1917-1918); alcalde de Lima (1913-1914); y presidente del Senado (1914-1915).

- Manuel Antonio Mesones Muro: Científico y explorador ferreñafano, aventurero y decidido al conocimiento de nuevas rutas para la integración de la costa norte con el nor oriente peruano; descubridor de la ruta de penetración a la Selva por el Abra de Porculla (Paso de Porculla). Hijo de José Esteban Mesones Ubillus de la Cotera Farfán de los Godos y de Juana Rosa Matilde Muro Niño Ladrón de Guevara.

- Dr.Francisco Muro Pacheco: Médico Cirujano egresado de la Universidad Nacional Mayor de San Marcos, donde realizó la primera Tesis de Rayos X del Perú. Desarrolló cursos de especialización en La Sorbona (Francia) y en la Universidad de Heidelberg (Alemania). Es conocido en Perú como "El Médico de los Pobres". Fue padre de Ricardo Muro Grau (Ricardo Grau), nieto de Miguel Grau Seminario.

- Monseñor Francisco Gonzáles Burga: Sacerdote Chongoyapano que lideró la creación de la Cooperativa de Agricultores de Ferreñafe. Profesor de las principales escuelas de su época, gestor de la Esep (luego Instituto Enrique López Albújar).

- Manuel Expedito Muro Navarrete: Hacendado conocido por sus anécdotas. Hijo del destacado Médico Cirujano Francisco Muro Pacheco y descendiente de los próceres de la Independencia del Perú Baltazar Muro de Rojas y Manuel Navarrete.

- Mario Samamé Boggio : ingeniero , catedrático universitario , escritor y político peruano. Historiador de la minería en el Perú . Ministro de Energía y Minas durante el primer gobierno de Alan García.

- Cura Manuel Casimiro Chumán Velásquez: Cura y Político ferreñafano. Alcalde de Ferreñafe en dos oportunidades.

- Luis Abelardo Takahashi Nuñez: Fallecido compositor, poseedor de muchas canciones criollas reconocidas a nivel nacional como: Embrujo, Engañada, Viva El Ciclón, El Chisco Silbador, Trujillano, etc.

- Genaro Barragán Muro: Diputado por el Departamento de Lambayeque. Nieto de Genaro Barragán Urrutia. Autor del Proyecto Original de la creación de la Universidad Nacional de Lambayeque, la cual al unificarse con la Universidad Agraria del Norte, dan origen a la Universidad Nacional Pedro Ruiz Gallo. Gestor del Colegio Industrial de Mujeres (hoy CETPRO). Con tal fin, donó, junto a sus hermanos, el terreno para el local de dicho Colegio, el cual lleva el nombre de su madre, Rosa Muro de Barragán . Fue integrante de la Comisión parlamentaria de la creación de la provincia de Ferreñafe.

- Dr. Francisco "Pancho" Muro Moreno : Médico Cirujano egresado de la Universidad Nacional de La Plata. Destacó por su Trabajo social con las personas de menos recursos, razón por la cual se le conoció, al igual que a su padre (el Dr. Francisco Muro Pacheco), como "El Médico de los Pobres", obteniendo además la  Medalla de Honor del Congreso de la República del Perú. Fue Teniente de alcalde y dos veces Regidor de la ciudad de Chiclayo, así como Presidente del Club Juan Aurich.

- Gustavo García Mundaca: abogado, agricultor y político peruano. Dos veces electo alcalde de la provincia de Ferreñafe, también diputado y constituyente del Perú.

- Juan José Salazar García: ingeniero agrónomo. Fue alcalde provincial de Ferreñafe en dos periodos entre 1987 a 1989 y 2003 a 2006. También fue representante ante la asamblea regional de la Región Nororiental del Marañón y ministro de Agricultura durante el segundo gobierno de Alan García Pérez.

- Carmen Muro Távara: Miss Perú Lambayeque y Miss Perú Mundo, representante del Perú en el  Miss Mundo. Licenciada en educación; directora del Colegio "Santa Teresa de Jesús" (Ferreñafe). Hija de Don Manuel Expedito Muro Navarrete; hermana de Alejandro Jacinto Muro Távara (cuatro veces alcalde: tres de Ferreñafe y una de Pítipo).

- Lucila Boggiano Laca: Señora Mundo. Hija del dos veces alcalde Miguel Boggiano Muro (primo hermano de Manuel Expedito Muro Navarrete, de Genaro Barragán Muro y del Dr. Francisco "Pancho" Muro Moreno).

- Hector Rene Lanegra Romero: Profesor - fundador de la IE N.º 10056, expresidente de la Asociación de Jubilados Sector Educación; y, Ex Comandante - creador del cuerpo de bomberos de la ciudad.

- Karen Zapata, ajedrecista.

### Poetas
- Orlando Pompeyo Gonzales García.
- Víctor Díaz Monge.
- Mercedes Mesones Mesones.
- Matilde Mesones Montaño.
- Lucio Danmer Chumán Castillo.
- Víctor Hugo Parraguez Vásquez.
- Leonor Suárez Mundaca.
- Álvaro Mesones Piedra.
- Jesús Piscoya Fernández.
- William Piscoya Chicoma.
- José Fernando Piscoya Zafra.

## Ferreñafe y la prensa local
Dentro de los periódicos que podemos resaltar a través del tiempo fueron "El Eco" semanario del Partido Liberal. A comienzos de 1990 Antonio Samamé Cáceres lanza el semanario "Época" que después continuará como director su hermano Carlos. En 1908 sale "El Grito del Pueblo" del Presbítero Manuel Casimiro Chumán, reapareciendo "El Taymi" esta vez bajo la dirección de Don Víctor García Larrea.
Hacia 1950 Héctor Carmona Rodríguez dirige la Revista "Firruñaf" La Comunidad Campesina Santa Lucía funda el semanario "El Comunero", y por este entonces en 1963 sale "Combate". En la década del 80 aparece "La Carreta" de Óscar Cortez Mendiviz, en 1997 aparecen los semanarios de corta duración "El Tábano" de Carlos Samamé Rodríguez y "Edición" de Juan Silva Lluén.
"Bajo la Lupa" es una columna de opinión publicada en Diario Correo escrita por el ferreñafano Ricardo Céspedes Mozo, quien también tiene un programa por señal de Cable con el mismo nombre.

## Acceso
Se accede desde Chiclayo y se ubica al Noreste y a 18 km de esta ciudad por carretera (sin embargo en línea recta la distancia es menor de 14 km.)
La plaza de armas posee un trazo típicamente español. Agricultores, comerciantes y campesinos se reúnen en esta plaza, en cuyo centro existe una pileta que fue mandada traer desde España en el año 1857, su población se dedica al cultivo del arroz, pues esta es la ciudad de la doble fe.

## Clima
| Parámetros climáticos promedio de Ferreñafe | Parámetros climáticos promedio de Ferreñafe | Parámetros climáticos promedio de Ferreñafe | Parámetros climáticos promedio de Ferreñafe | Parámetros climáticos promedio de Ferreñafe | Parámetros climáticos promedio de Ferreñafe | Parámetros climáticos promedio de Ferreñafe | Parámetros climáticos promedio de Ferreñafe | Parámetros climáticos promedio de Ferreñafe | Parámetros climáticos promedio de Ferreñafe | Parámetros climáticos promedio de Ferreñafe | Parámetros climáticos promedio de Ferreñafe | Parámetros climáticos promedio de Ferreñafe | Parámetros climáticos promedio de Ferreñafe |
| Mes                                         | Ene.                                        | Feb.                                        | Mar.                                        | Abr.                                        | May.                                        | Jun.                                        | Jul.                                        | Ago.                                        | Sep.                                        | Oct.                                        | Nov.                                        | Dic.                                        | Anual                                       |
| ------------------------------------------- | ------------------------------------------- | ------------------------------------------- | ------------------------------------------- | ------------------------------------------- | ------------------------------------------- | ------------------------------------------- | ------------------------------------------- | ------------------------------------------- | ------------------------------------------- | ------------------------------------------- | ------------------------------------------- | ------------------------------------------- | ------------------------------------------- |
| Temp. media (°C)                            | 25.1                                        | 25.9                                        | 25.9                                        | 24.8                                        | 23                                          | 22.2                                        | 21.2                                        | 19.6                                        | 19.8                                        | 20.6                                        | 22.4                                        | 23.7                                        | 22.9                                        |
| Fuente: climate-data.org                    |                                             |                                             |                                             |                                             |                                             |                                             |                                             |                                             |                                             |                                             |                                             |                                             |                                             |